# RŽD-Baureihe ТЭМ18
|  | Dieser Artikel wurde aufgrund von akuten inhaltlichen oder formalen Mängeln auf der Qualitätssicherungsseite des Portals Bahn eingetragen. Bitte hilf mit, die Mängel dieses Artikels zu beseitigen, und beteilige dich bitte an der Diskussion. Artikel, die nicht signifikant verbessert werden, können gelöscht werden. |

Die Lokomotive der Baureihe ТЭМ18 (deutsche Transkription TEM18) der Russischen Eisenbahnen (RŽD) ist eine breitspurige Diesellokomotive, die als Weiterentwicklung der in größerer Stückzahl produzierten SŽD-Baureihe ТЭМ15 und der als Prototypentwicklung zu betrachtenden RŽD-Baureihe ТЭМ17 entstand.

## Beschreibung
Die Diesellokomotive ТЭМ18 (TEM18) wird von der Lokomotivfabrik Brjansk von 1992 an ausgeliefert. Die Diesellokomotive ist für den Rangier- und Auszugsdienst sowie für leichten Streckendienst auf Eisenbahnstrecken und Werkbahnen gedacht.
Die Lokomotivfabrik Brjansk stellt die Lokomotive in den Spurweiten von 1.435 mm bis 1.676 mm sowie für den Dienst in gemäßigtem und tropischem Klima her.
Die Diesellokomotive ist bei der Ursprungsvariante mit dem Viertakt-Dieselmotor der Bezeichnung 1ПД-1А (1PD-1A) ausgerüstet. Außerdem kann die Lokomotive für Vielfachsteuerung und Einmannbetrieb ausgestattet werden. Gegenüber den Vorgängervarianten (ТЭМ15 und ТЭМ17) besitzt der Dieselmotor am Auspufftopf einen Funkenfänger, einen Schalldämpfer für den Turbolader, eine Einrichtung zur Erwärmung der Ladeluft des Dieselmotors und eine zweistufige Abluftreinigung der Abgase.
In den unterschiedlichen Varianten der Lokomotive wurden verschiedene Länder mit den unterschiedlichsten Einsatzbedingungen beliefert. So wurden 2006 zehn Lokomotiven nach Kasachstan geliefert, weitere Maschinen waren für den Einsatz in Polen und Guinea gedacht. Die letzten Lokomotiven entstanden 2006 und waren für den Einsatz in tropischem Klima mit spezieller Modifikation des Dieselmotors, spezieller Verkabelung der Elektrik und mit wasserabweisender Farbe vorgesehen. Eine Lokomotive mit der Bezeichnung ТЭМ18KZ-0001 (TEM18KZ-0001) wurde 2006 im russisch-kasachischen Unternehmen Kasachstanski Lokomotiv in Pawlodar hergestellt.
Die Lokomotiven der Reihe ТЭМ18 (TEM18) gelten als erfolgreiche Konstruktion in den Ländern des nachsowjetischem Raumes. In der Hauptsache werden sie bei den RŽD eingesetzt. Hier entstanden die Lokomotiven von 1992 bis 1994 und nach zehnjähriger Unterbrechung 2004 mit der Modifikation ТЭМ18Д (TEM18D).
Die Ursprungsvariante ТЭМ18 (TEM18) wurde ab 2011 nicht mehr produziert.

## Modifikationen

### ТЭМ18Д

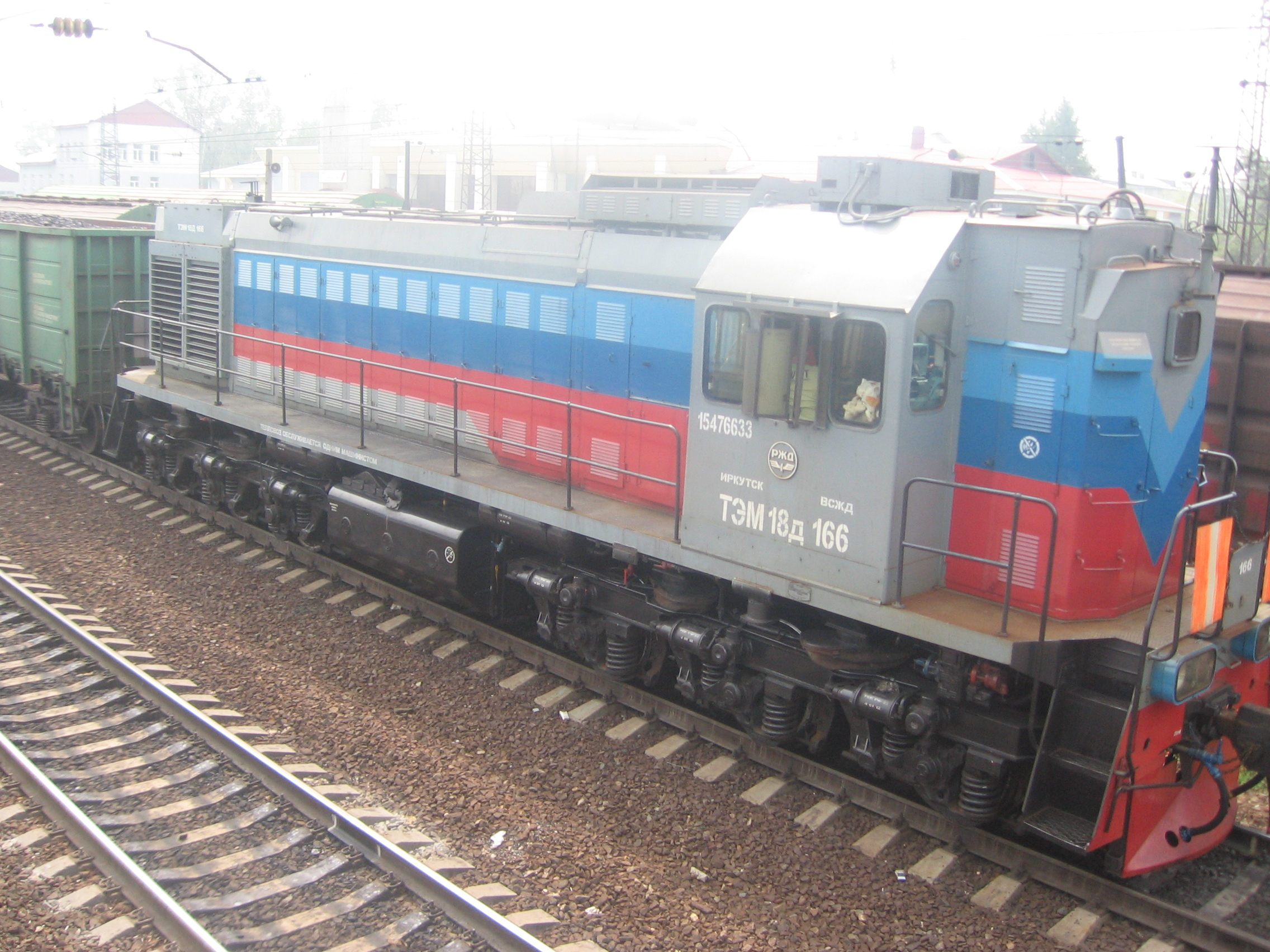
Foto der ТЭМ18д-166 in der Station Gontscharow

Diese Weiterentwicklungen sind mit dem zuverlässigeren und sparsameren Dieselmotor 1ПД-4Д (1PD-4D), komplexen Systemen für die Gefahrlosigkeit des Betriebes (KLUB-U), elektrischer Bremse, Sicherheitsfahrschaltungen nach dem System ТСКБМ (TSKBM) sowie weiteren Verbesserungen und Ergänzungen ausgerüstet. Die Lokomotive hat in dem Führerstand verbesserte Lärm- und Wärmeisolation.
Die Lokomotiven in der Ausführung ТЭМ18Д (TEM18D) wurden ab 2004 hauptsächlich von der RŽD beschafft. Als Einsatzort ist von der ТЭМ18Д.001 (TEM18D.001) der Verschiebedienst auf dem Bahnhof Kaliningrad-Sortirowotschnoj der Kaliningradskaja schelesnaja doroga bekannt.

### ТЭМ18ДM

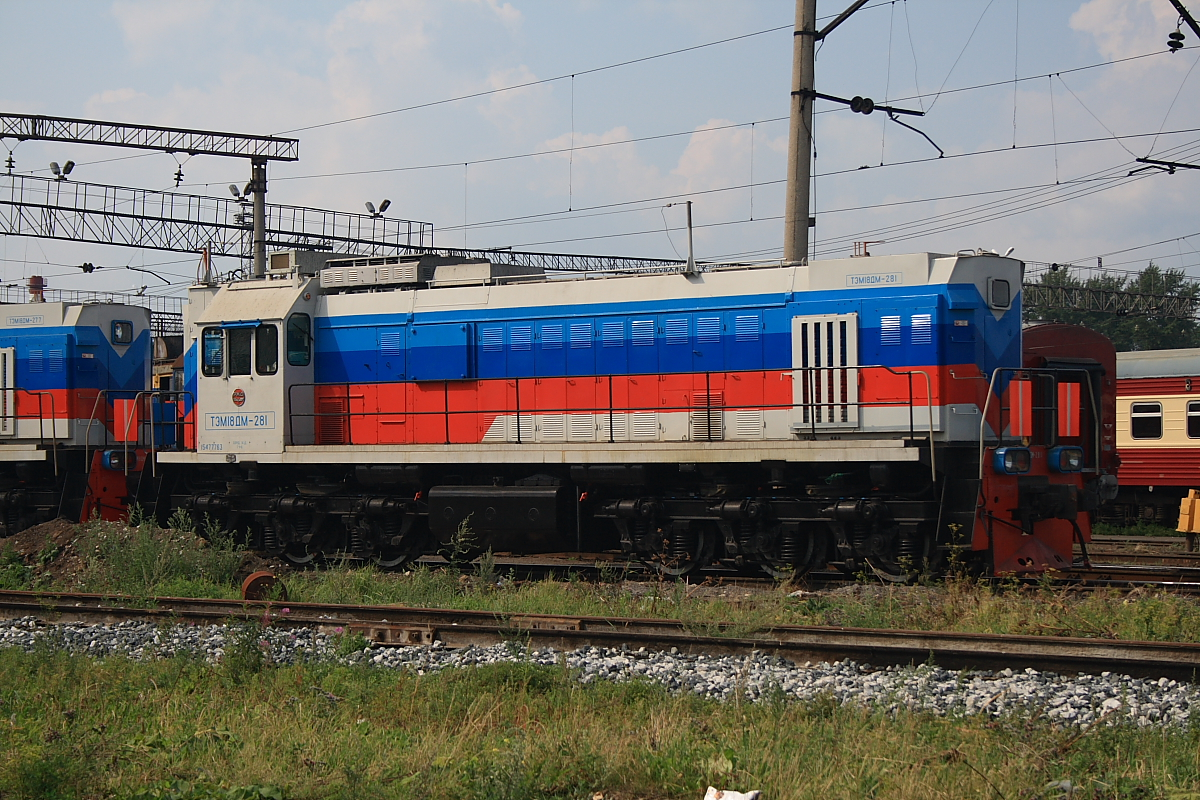
ТЭМ18дM-261 in der Station Jekaterinburg

Die Diesellokomotiven der Serie ТЭМ18ДM (TEM18DM) ist ebenso wie die Vorgängertypen sechsachsig und für den Betrieb auf Industrie- und öffentlichen Bahnen sowie für den Rangier- und leichten Streckendienst in Regionen mit gemäßigtem Klima bei Außentemperaturen von −50 °C bis +40 °C vorgesehen. Sie besitzt elektrische Kraftübertragung mit Gleichstromfahrmotoren.
Die Baureihe ist mit einem vergrößerter Führerstand für den Lokführer ausgestattet. Sie besitzt den verbesserten und sparsameren Dieselmotor 1-ПД4Д (1-PD4D) der Pensadiselmasch. Dieser gestattet, spezielle Kühlsektionen für Öl einzusparen, dieser Komplex wird von einem speziellen Wärmetauscher übernommen. Es wird auf den elektrischen Antrieb des Kühlventilators verzichtet, eine Pumpe ist dafür in der Nähe des Dieselmotors installiert. Auf der Lokomotive sind Mikroprozessor-Systeme für Steuerung und Diagnostik vorhanden. Die Führerhäuser besitzen eine Klimaanlage. Für den sparsamen Kraftstoffverbrauch sind spezielle Systeme vorhanden, die Reparatur und Bedienung der Lokomotive konnte weiter vereinfacht werden. Damit wurden die Arbeitsbedingungen für den Lokführer verbessert.
Die Baureihe ТЭМ18ДM (TEM18DM) erhielten das Zertifikat für den gefahrlosen Einsatz der Lokomotive. Eine der Dieselloks wurde an das Unternehmen der Metallurgie in Saporischschja Saporoschstahl geliefert. Mit der Klassifikation 3001 wurden Fahrzeuge für die Mongolei und für verschiedene Unternehmen der GUS sowie das Baltikum geliefert.

### ТЭМ18Т
Dies ist eine Ausführung mit einer elektrischen Bremse.

### ТЭМ18A
Dies Baureihe ist sowohl für die Spurweiten 1435 mm als auch 1520 mm vorgesehen.

### ТЭМ18Г
Diese Baureihe ist sowohl für den Antrieb mit einem Diesel- als auch mit einem Erdgas-Motor vorbereitet. Diese Serie ist mit zusätzlichen Behältern auf dem Dach ausgestattet.

### ТЭМ18ЭГ
Dies ist eine tropentaugliche Ausführung der ТЭМ18 (TEM18), vorgesehen für die Lieferung nach Guinea.

### ТЭМ18B
Diese Ausführung besitzt den Dieselmotor W6L20LA von Wärtsilä mit einer Leistung von 882 kW. Sie entstand wegen der Unzuverlässigkeit der Motoren der Marke ПД (PD) der Pensadiselmasch.
Die Lokomotivfabrik Brjansk erhielt für diese Weiterentwicklung das Zertifikat für den gefahrlosen Einsatz der Lokomotive. Das erlaubt privaten Unternehmen, die Lokomotive  auf den Gleisen der RŽD zu betreiben. Das Zertifikat beinhaltete den Betrieb und die Instandhaltung der Lokomotive und ist bis zum 1. November 2014 gültig.
Im Juli 2014 wurden 30 Lokomotiven des Typs ausgeliefert. Betrieben wurden sie hauptsächlich in dem Depot Sankt Petersburg Finnischer Bahnhof.

### ТЭМ18УТ
Diese Ausführung ist mit einem einheitlichen Mikroprozessor-System für die elektrische Kraftübertragung und einer elektrischen Haltebremse ausgerüstet.
Die Anwendung der Systeme УСТА (USTA) erhöht die Zuverlässigkeit der Diesel-Generator-Einheit, sie erhöht die Laufleistung zwischen den technischen Untersuchungen, verbessert die Möglichkeiten der Vielfachsteuerung und die Leistung des Laufwerkes. Durch sie wird der Verbrauch von Sand und Bremssohlen und der Verbrauch an Kraft- und Schmierstoffen verringert.

## Technische Daten
Allen Modifikationen gemeinsam sind die technischen Daten der Achsfolge Co’Co’, der Leistung des Dieselmotors von 1200 PS, der Nenngeschwindigkeit von 100 km/h, der Dienstmasse von 126 t und des Sandvorrates von 2000 l. Der Kraftstoffvorrat ist 5400 l, bei der Baureihe ТЭМ18Г (TEM18G) beträgt dieser 3180 l Dieselkraftstoff und 725 l Erdgas.